# Páli Ferenc
Páli Ferenc (1953. – Hévíz, 1977. október 30.) búvár barlangkutató.

## A búvár barlangkutató
A búvársporttal az MHSZ BHG Könnyűbúvár Klubban ismerkedett meg. A barlangok izgalmas világa erősen vonzotta, ezért 1976-ban belépett az Amphora Könnyűbúvár Sportklubba és intenzíven bekapcsolódott az ott folyó vízalatti barlangkutatásokba.
A vízalatti kutatási területek közül leginkább a Hévízi-tó érdekelte. Életét is itt veszítette el kutatómunka közben.

## Hivatása
Hivatásának is a víz alatti munkát választotta, az Ár- és Belvízvédelmi Készenléti Szervezet hivatásos könnyűbúvára volt.